# 格爾比納希鄉 (克勒拉希縣)
44°19′N 26°25′E / 44.317°N 26.417°E
格爾比納希鄉（羅馬尼亞語：Comuna Gălbinași, Călărași），是羅馬尼亞的鄉份，位於該國南部，由克勒拉希縣負責管轄，面積26平方公里，海拔高度44米，2007年人口3,394，人口密度每平方公里132人。